# Orphan Black
Orphan Black je kanadský sci-fi televizní seriál, vytvořený scenáristou Greamem Mansonem a režisérem Johnem Fawcettem. V hlavní roli je Tatiana Maslany, která hraje několik různých postav – tyto postavy jsou klony. Hlavní postavou je Sarah Manning, mladá dívka, sirotek, která se v první epizodě náhodou setkává se svou dvojnicí, policejní detektivkou Elizabeth Childs. Sarah je svědkem Elizabethiny sebevraždy a rozhodne se ukrást její identitu.
Seriál natáčí kanadská produkční společnost Temple Street Productions ve spolupráci s televizními stanicemi BBC America a Space. Seriál byl poprvé vysílán 30. března 2013 na stanicích Space (v Kanadě) a na BBC America (ve Spojených státech). Poslední díl seriálu byl odvysílán 12. srpna 2017.

## Příběh
V pilotní epizodě Orphan Black potkává Sarah na nádraží Beth Childs, která vypadá jako její dvojník. Beth spáchá sebevraždu tím, že skočí pod vlak, Sarah využije příležitosti, vezme si její kabelku s doklady a ukradne Beth její identitu i zaměstnaní policejní detektivky. V první sérii seriálu Sarah zjišťuje, že je jedním z několika ženských klonů, rozptýlených v Severní Americe a Evropě, a že se tyto klony někdo snaží zabít. S pomocí svého nevlastního bratra, Felixe Dawkins, a dvou dalších klonů, Alison Hendrix a Cosimy Niehaus, Sarah zjišťuje, že za klonováním stojí vědecké hnutí nazývané Neoluce, které věří, že lidstvo může využít genetiku k ovlivnění vývoje svého vlastního druhu. Toto hnutí má svou základnu ve vlivném a bohatém výzkumném institutu Dyad, který kromě vědeckého výzkumu rovněž zasahuje do politiky a snaží se prosadit svůj eugenický program. Dyad chce ale také využít technologii klonování, využívá pozorovatele – lidi, kteří žijí s klony a sledují je.

## Herci a postavy
- Tatiana Maslany hraje velké množství klonů, narozených v roce 1984 různým matkám pomocí oplodnění ve zkumavce.
- Dylan Bruce jako Paul Dierden, bývalý voják v armádě, pozorovatel Beth a její partner.
- Jordan Gavaris jako Felix "Fee" Dawkins, nevlastní bratr Sarah, také její důvěrný přítel, moderní umělec a prostitut.
- Kevin Hanchard jako policejní detektiv Arthur "Art" Bell, kolega Beth.
- Michael Mando jako Victor "Vic" Schmidt, bývalý přítel Sarah, prodejce drog, násilník.
- Maria Doyle Kennedy jako Siobhan Sadler, původem z Irska, nevlastní matka Sarah a Felixe, ti ji oslovují jako "Paní S." Stará se o Kiru (dceru Sarah), když je Sarah pryč.
- Évelyne Brochu jako Dr. Delphine Cormier, partnerka Cosimy, zároveň je její pozorovatelkou a kolegyní.
- Kristian Bruun jako Donnie Hendrix, manžel Alison.
- Ksenia Solo